# Gieysztoria ornata
Gieysztoria ornata is een platworm (Platyhelminthes). De worm is tweeslachtig. De soort leeft in zoet water.
Het geslacht Gieysztoria, waarin de platworm wordt geplaatst, wordt tot de familie Dalyelliidae gerekend. De wetenschappelijke naam van de soort werd voor het eerst geldig gepubliceerd in 1907 door Hofsten N.